# کاروانسرای گدوک
کاروانسرای گدوک در گردنه گدوک در جاده فیروزکوه قرار دارد. این بنا با شماره ثبت ۲۷۹۵ در تاریخ ۱۶ مهر ۱۳۷۹ در آثار ملی ایران به ثبت رسیده‌است.
این بنا در ۲۵ کیلومتری جنوب ورسک، در گردنه کوهی معروف به گدوک یا همان گدیک که در زبان ترکی به معنی گردنه‌است، واقع شده و مربوط به دوران حکومت شاه عباس صفوی است و به همین مناسبت به کاروانسرای شاه عباس نیز معروف می‌باشد. مال بند آن در ساختمان قرار داشته که ۳۰ متر طول دارد. بعد از ورودی اصلی صفحه هائی در طرف ساخته شده و اتاق‌های متعددی در ضلع شمالی و جنوبی برای استراحت مسافران در نظر گرفته بودند. روبروی در ورودیی اصلی نیز سه اتاق منفرد وجود دارد که احتمالاً شاه‌نشین بوده‌است. ضلع شرقی بنا نیز ۵۰ متر طول دارد. این بنا نیز از کاروانسراهای مهم عصر صفویه می‌باشد.
کاروانسرای گدوک در سوادکوه از اواخر دوره قاجار رها و رو به ویرانی رفته، تا اینکه در سال ۱۳۳۸ اداره راه و ترابری استان مازندران کاروانسرا را از مالکش خریداری و آن تبدیل به راهدارخانه گدوک شده‌است و در مجاورت پلیس راه گدوک سوادکوه قرار دارد.

## تاریخچه بنا
کاروانسرای گدوک؛ در دوره صفوی و در سال ۱۰۰۰ ه‍.خ یعنی ۳۹۲ سال پیش به دستور شاه عباس در گردنه‌ای که نادرشاه ترور شد و فرزندش کور، بنا شد، کاروانسرای گدوک محل استقرار و شکست نیروهای محمدعلی شاه قاجار پس از خلع سلطنت توسط مشروطه خواهان، کاروانسرای گدوک یا همان پناهگاه رضاخانی باعث زنده ماندن بنیان‌گذار دودمان پهلوی شد، رضاشاه پهلوی در چهلمین روز زندگی، پدرش را از دست می‌دهد، مادر رضا پهلوی (نوش آفرین) از آلاشت به تهران مهاجرت می‌کند، در این سفر رضای نوزاد، به شدت بیمار شده و با رسیدن به گردنه و کاروانسرای گدوک، یخ می‌زند و مادر وی را مرده می‌پندارند؛ بنابراین به علت سرمای زیاد و عدم امکان کندن زمین، برای دفن در زمان مناسب، او را در اصطبل حیوانات کاروانسرای گدوک قرار می‌دهند و رضا پهلوی با گرمای محیط احیاء و به زندگی بر می‌گردد.

## کاربری
این کاروانسرا در ابتدای ساخت برای کاروان‌ها و مرکب‌هایشان به عنوان مکان استراحت بوده و از اواخر دوره قاجار بلااستفاده شده و در سال ۱۳۳۸ تبدیل به راهدارخانه گدوک سوادکوه شد.
کاروانسرای گدوک با توجه به موقعیت جغرافیایی و سرمای شدید از نوع کاروانسراهایی با معماری کوهستانی است، کاروانسراهایی که کاملاً پوشیده هستند. کاروانسراهای پوشیده کوهستانی از اتاق‌های گنبد دار مرکزی یا یک ردیف گنبد دار و تعدادی اصطبل که در همان ردیف قرار دارند تشکیل شده‌اند.

## مناقشه مالکیت
بر سر مالکیت این کاروانسرا در بین دو شهرستان سوادکوه و فیروزکوه مناقشه‌ای وجود دارد. کاروانسرای گدوک با تلاش سازمان میراث فرهنگی استان مازندران در تاریخ ۱۶ مهرماه سال ۱۳۷۹ و با وضعیت نیاز به مرمت فوری، در آثار ملی ایران ثبت گردید. این کاروانسرا از سال ۱۳۳۸ به راهدارخانه گدوک تبدیل شده و در مالکیت راهداری استان مازندران است. کاروانسرای گدوک در سال ۱۳۵۳ بوسیلهٔ اداره راه و ترابری استان مازندران مرمت گردید. این مکان محل نگهداری ماشین‌آلات سنگین، دستگاه‌های برقی و منبع سوخت راهداری است. هم‌اکنون بخشی از این بنا تخریب شده و به علت مناقشهٔ موجود بازسازی نشده است.